# Lubow Tiurina
Lubow Nikołajewna Tiurina, z domu Jewtuszenko (ros. Любовь Николаевна Тюрина (Евтушенко), ur. 25 kwietnia 1943 w Moskwie, zm. 23 października 2015 tamże) – rosyjska siatkarka, reprezentantka Związku Radzieckiego, złota medalistka letnich igrzysk olimpijskich, medalistka mistrzostw świata i Europy.

## Życiorys
Tiurina grała w reprezentacji Związku Radzieckiego w latach 1967-1972. Zdobyła złote medale podczas mistrzostw Europy 1967 w Turcji i mistrzostw świata 1970 w Bułgarii. Wystąpiła na igrzyskach olimpijskich 1972 w Monachium. Zagrała wówczas w dwóch z trzech meczów fazy grupowej, półfinale oraz w zwycięskim pojedynku finałowym z reprezentacją Japonii. Zajęła 2. miejsce podczas rozgrywanych w Meksyku mistrzostw świata 1974.
Była zawodniczką moskiewskich klubów Trudowyje Riezierwy (do 1965) i Dinamo (w latach 1966-1974). Razem z zespołem Dinama w mistrzostwach ZSRR czterokrotnie zdobywała mistrzostwo w latach 1970-1973, dwukrotnie wicemistrzostwo w 1966 i 1974 oraz raz zajęła 3. miejsce w 1969. Czterokrotnie tryumfowała w Pucharze Europy Mistrzyń Krajowych pomiędzy 1968 i 1971. Karierę sportową zakończyła w 1974.
Za osiągnięcia sportowe została wyróżniona tytułem Zasłużony Mistrz Sportu ZSRR w 1970 i uhonorowana orderem „Znak Honoru”.
Została pochowana na Cmentarzu Wostriakowskim w Moskwie.